# Edward Guthlac Sergeant
Edward Guthlac Sergeant (3 de desembre de 1881, Gateshead – 16 de novembre de 1961, Kingston-on-Thames) fou un mestre d'escacs anglès. Era cosí de Philip W. Sergeant.

## Resultats destacats en competició
E.Sergeant va participar nombrosos cops en el Campionat d'escacs de la Gran Bretanya, en els campionats de Londres, i al Torneig de Hastings. El 1907, empatà als llocs 2n-5à a Londres (Campionat de la Gran Bretanya, el campió fou Henry Ernest Atkins). Va guanyar o empatar al primer lloc a Londres 1913, Londres 1915/16 (guanyà un matx de playoff contra Theodor Germann), Londres 1916, Hastings 1919 (Minor), Bromley 1920, i Broadstairs 1921. Empatà als llocs 2n-3r amb Harry Golombek a Brighton 1938 (Campionat britànic, el guanyador fou Conel Hugh O'Donel Alexander).